# La La Love
«La la love» (Ла-ла, любовь) — песня в исполнении киприотской певицы греческого происхождения Иви Адаму, с которой она представила Кипр на конкурсе песни «Евровидение 2012» в Баку, Азербайджан и заняла 15 место с 65 баллами. Авторами песни являются Алекс Папаконстантину, Бьёрн Дьюпшторм, Александра Зак и Виктор Свенссон.

## Список композиций
| №  | Название                            | Длительность |
| -- | ----------------------------------- | ------------ |
| 1. | «La La Love»                        | 3:03         |
| 2. | «La La Love» (Instrumental Version) | 3:03         |

| №  | Название     | Длительность |
| -- | ------------ | ------------ |
| 1. | «La La Love» | 3:02         |

| №  | Название                                  | Длительность |
| -- | ----------------------------------------- | ------------ |
| 1. | «La La Love» (Rico Bernasconi Remix Edit) | 2:56         |
| 2. | «La La Love» (Rico Bernasconi Remix)      | 5:07         |
| 3. | «La La Love» (Arovia Remix Radio Edit)    | 3:35         |
| 4. | «La La Love» (Arovia Remix Club Version)  | 5:29         |
| 5. | «La La Love» (Duomo Remix)                | 4:43         |

## Позиции в чартах
| Название чарта (2012)                      | Лучшее место |
| ------------------------------------------ | ------------ |
| Австрия (Ö3 Austria Top 40)                | 47           |
| Бельгия/Фландрия (Ultratip Bubbling Under) | 11           |
| Бельгия/Валлония (Ultratip Bubbling Under) | 34           |
| Дания (Tracklisten)                        | 38           |
| Германия (GfK)                             | 43           |
| Suomen virallinen latauslista              | 16           |
| Greece Digital Songs (Billboard)           | 2            |
| Ирландия (IRMA)                            | 32           |
| Норвегия (VG-lista)                        | 16           |
| Испания (PROMUSICAE)                       | 45           |
| Швеция (Sverigetopplistan)                 | 5            |
| Швейцария (Schweizer Hitparade)            | 66           |
| Великобритания (OCC UK Singles)            | 77           |